# Hans Haltermann

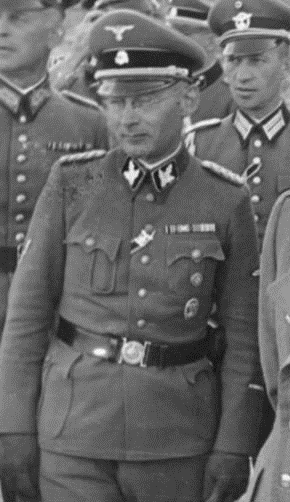
Hans Haltermann im Juni 1942

Hans Werner Haltermann (* 20. April 1898 in Berlin; † 17. Juni 1981 in Paderborn) war ein deutscher Ingenieur, nationalsozialistischer Politiker, Senator in Bremen, SS-Gruppenführer und Generalleutnant der Polizei.

## Leben
Haltermann war das zweite Kind des Reichbankbuchhalters und späteren Reichsbankrates Max Wilhelm Gustav Haltermann (* 29. Mai 1862) und dessen Ehefrau Anna Dorothea, geborene Schmidt (* 24. Dezember 1868 in Glogau).
Er besuchte bis 1914 das Realgymnasium Berlin-Lankwitz und trat während des Ersten Weltkriegs als Freiwilliger in das II. Ersatz-Bataillon des Garde-Fußartillerie-Regiment der Preußischen Armee ein. Auf eigenen Antrag hin wurde er am 31. März 1919 aus dem Heeresdienst entlassen. Nach seinem Abitur von 1919 studierte er von 1920 bis 1925 an der Technischen Hochschule Berlin zunächst Maschinenbau, brach aber das Studium ab. Er wurde dann in Berlin Elektroingenieur. Von 1927 bis 1933 war er in Bremen Geschäftsführer einer Elektrofirma.
Als politisch extrem rechts Orientierter kämpfte er 1918/19 gegen den Spartakusbund in Berlin. Er war Teilnehmer der Rechten beim Kapp-Putsch und bei anderen Aktionen der Rechten. Von 1925 bis 1926 war er Mitglied im rechtsextremen Wehrverband Frontbann. Zum 23. September 1926 trat er der NSDAP bei (Mitgliedsnummer 44.393) und im selben Jahr auch der SA. 1927 wurde er SA-Sturmführer und 1929 SA-Standartenführer in Bremen. Er leitete die SA in Bremen von 1927 bis 1930. Unter seiner Führung wuchs die Bremer SA im Jahre 1927 auf 60 Mann an. Ihre Hauptaufgaben waren der so genannte Saal- und Demonstrationsschutz, den sie oftmals auch mit Gewalt durchsetzte.
Ab 1930 war Haltermann für die NSDAP Mitglied in der Bremer Bürgerschaft. Nach der Machtübernahme wurde er am 18. März 1933 Senator für Arbeit, Technik und Wohlfahrt. 1936, nach dem „Röhm-Putsch“, wechselte er zur SS (SS-Nummer 276.294) und wurde hier SS-Oberführer und am 30. Januar 1943 SS-Gruppenführer und Generalleutnant der Polizei. Als Senator war er bis 1939 aktiv, behielt aber formal das Amt noch bis 1942.
Im Zweiten Weltkrieg kämpfte Haltermann von 1939 bis 1940 als Oberleutnant in der Wehrmacht in Polen und im Westen. Seit dem Oktober 1941 war er SS- und Polizeiführer (SSPF) von Kiew, im Mai 1943 SSPF von Charkow, ab November 1943 SSPF von Mogilew, vom 7. Juli 1944 bis 9. Januar 1945 stellvertretender HSSPF Nordost und ab Januar 1945 SSPF in Krakau. Im März 1945 war er kurzzeitig in Bremen, dann in Berlin, wo er verletzt wurde.
Nach Kriegsende geriet er in englische Gefangenschaft, entfloh im August 1945, wurde wieder ergriffen und war bis 1949 interniert. Im Entnazifizierungsverfahren wurde er als Belasteter eingestuft. Er wohnte danach in Bremen und kümmerte sich um die Familienforschung.

## Auszeichnungen
| Haltermanns SS- und Polizeiränge | Haltermanns SS- und Polizeiränge                 |
| Datum                            | Rang                                             |
| -------------------------------- | ------------------------------------------------ |
| Januar 1917                      | Unteroffizier                                    |
| Januar 1939                      | SS-Oberführer                                    |
| April 1940                       | SS-Brigadeführer                                 |
| Januar 1942                      | Generalmajor der Polizei                         |
| Januar 1943                      | SS-Gruppenführer und Generalleutnant der Polizei |

- Eisernes Kreuz (1914) II. Klasse
- Spange zum Eisernen Kreuz II. Klasse
- Eisernes Kreuz (1939) I. Klasse
- Kriegsverdienstkreuz I. und II. Klasse mit Schwertern
- Goldenes Parteiabzeichen der NSDAP
- Ehrendegen des Reichsführers SS
- Totenkopfring der SS